# Comité Olímpico Boliviano
Das Comité Olímpico Boliviano ist das Nationale Olympische Komitee, das Bolivien im Internationalen Olympischen Komitee, in der Panamerikanischen Sportorganisation (PASO), der Vereinigung der Nationalen Olympischen Komitees (ANOC) und der Südamerikanischen Sportorganisation (ODESUR) vertritt. Es hat seinen Sitz in La Paz, Bolivien.

## Geschichte
Das NOK wurde 1932 gegründet und 1936 vom IOC anerkannt.

## Öffentlichkeitsarbeit
Der COB ist in den sozialen Medien präsent, denn die Pressestelle des Ausschusses betreibt eine offizielle Facebook-Seite und ein Twitter-Konto.